# KISS～回家路上的情歌～
《KISS～回家路上的情歌～》為日本音樂組合－手越增田的第2張單曲。在日本、台灣發售。

## 概要
為收錄了有與其他作品作商業搭配3首歌之單曲。初回限定版附有收錄標題曲PV的DVD（也收錄了DVD特別版的PV）。
伴隨著本作發售，手機專用官方網站－Johnny's Web於2007年5月2日～6月3日期間進行了名為「Tego+Masu=☆」的連載。這也和B面曲《妳＋我＝LOVE？》的標題有所關連。
因同日發售的作品有桑田佳祐《明天會放晴嗎》，因此失去了Oricon週排名第1名；但是首賣銷售量超越前作的「味噌湯」。

## 收錄曲

### 初回限定版
CD 
1. KISS～回家路上的情歌～
  - 作詞: zopp、作曲: 森元康介、編曲: h-wonder
  - 電視動畫《戀愛情結》（TBS）片尾曲、《RECOMMEN!》（文化放送）2007年5月度片尾曲。以學生的戀愛、初吻等作為主題的愛情敘事曲，歌詞內容也讓人回憶起青春[1][2]。歌曲標題也考慮到主題，為追求可愛的語感使用了「Kissu」（キッス）而非「Kiss」（キス）[1]。錄音時手越祐也為以呈現給想像中的女性最有印象的歌詞的情緒，増田貴久則是以守護眼前的情侶，各自想像情境來演唱這首歌[3]。特典DVD收錄的PV是由擔任導演。
2. 妳＋我＝LOVE？
  - 作詞: zopp、作曲: 飯田建彦、編曲: CHOKKAKU
  - 電視動畫《戀愛情結》（TBS）片頭曲。歌詞的主題為陷入戀愛的瞬間，描寫成為戀人前男女的樣子[4]。嘗試了獨特的歌唱方式，為和「KISS～回家路上的情歌～」對照的歌曲[3]。
3. 圓的力量
  - 作詞: , Mark Davis、作曲: 馬飼野康二、編曲: 長岡成貢
  - 《日本全國高中排球選拔優勝大會－第38屆春季高中排球全國大會》（富士電視台）印象曲、《世界排球聯賽2007》（富士電視台）片尾曲。為唱出和人繫絆的歌曲[5]，使用圓球的競技排球和歌曲標題相連結，也因適合替高中生們加油而被選為主題曲[6]。同大會的抽籤會場及開募時以無伴奏合唱方式演唱。原本為替小傑尼斯（ジャニーズJr.）作的曲，在決定CD發售以前就已經在演唱會或電視節目上被演唱過。為擔任作曲的馬飼野首次作詞的作品。

 DVD 
1. Music Clip
2. Music Clip Making
3. Music Clip～special ver.～

### 普通版
1. KISS～回家路上的情歌～
2. 妳＋我＝LOVE？
3. 圓的力量
4. 讓希望的燈點燃在心中
  - 作詞: zopp、作曲: Fredrik Hult, Stefan Aberg, Jonas Engstrand, Hakan Fredriksson、編曲: 田邊惠二
5. KISS～回家路上的情歌～（Original karaoke）

## 出典・腳註
1. 1 2  zopp「音樂業界冒險 （页面存档备份，存于）」、2007年5月8日。
2. ↑  zopp「音樂業界冒險 （页面存档备份，存于）」、2007年5月14日。
3. 1 2  若松正子（Text）「開始戀愛Lesson吧?」《oricon style 2007 No.20-1393》、Oricon・Entertainment、2007年。
4. ↑  zopp「音樂業界冒險 （页面存档备份，存于）」、2007年5月10日。
5. ↑  「手越增田強力支援春季高中排賽 （页面存档备份，存于）」體育日本、2007年3月5日。（參照: 2007年3月5日、連結失效確認: 2007年8月27日）
6. ↑  《V之女神》（2007年3月4日、富士電視台）

## 外部連結
- Five Music 5大日韓暢銷排行榜（页面存档备份，存于） - 台灣CD連鎖店的音樂排行榜。